# Sebastian Bachmann
Sebastian Bachmann (ur. 24 listopada 1986 w Bad Mergentheim) – niemiecki florecista, brązowy medalista olimpijski i dwukrotny medalista mistrzostw świata.
Na igrzyskach olimpijskich w Londynie w 2012 roku reprezentacja Niemiec w składzie: Sebastian Bachmann, Peter Joppich, Benjamin Kleibrink i André Weßels zdobyła brązowy medal w zawodach drużynowych. W turnieju indywidualnym zajął dziewiątą pozycję.
Podczas mistrzostw świata w Antalyi w 2009 roku zdobył srebrny medal drużynowo. Na rozgrywanych dwa lata później mistrzostwach świata w Katanii był trzeci w tej samej konkurencji.
Kilkukrotnie zdobywał medale mistrzostw Europy, w tym: złoty drużynowo na mistrzostwach Europy w Zagrzebiu (2013) oraz brązowe w drużynie na mistrzostwach Europy w Płowdiwie (2009), mistrzostwach Europy w Legnano (2012) i mistrzostwach Europy w Montreux (2015).